# Brześć (województwo kujawsko-pomorskie)
Brześć – wieś w Polsce położona w województwie kujawsko-pomorskim, w powiecie inowrocławskim, w gminie Kruszwica.  

## Podział administracyjny
W latach 1975–1998 miejscowość administracyjnie należała do województwa bydgoskiego.

## Demografia
Według Narodowego Spisu Powszechnego (III 2011 r.) wieś liczyła 292 mieszkańców. Jest dziesiątą co do wielkości miejscowością gminy Kruszwica.

## Zabytki
- Dwór i park z XIX wieku[4]
- Kościół murowany św. Wojciecha z 1936 roku należący do Parafii św. Wojciecha w Brześciu.[4]